# Pascual Marco Sebastián
Pascual Marco Sebastián (nacido en 1955 en Cetina, Zaragoza) es un periodista y político español.

## Reseña biográfica
Licenciado en Ciencias de la Información, rama de Periodismo por la Universidad Complutense de Madrid. Alcaide de Cetina de 1979 a 1987.
Militante del Partido Socialista Obrero Español desde 1981.
Secretario General de PSOE de la Provincia de Zaragoza de 1989 a 1997.Vicepresidente Regional hasta la misma fecha.
Diputado Provincial por la comarca de Calatayud en 1983. Diputado Primero en la Diputación Provincial de Zaragoza de Florencio Repollés Julve.
En 1987 fue elegido Alcalde de Alhama de Aragón y Vicepresidente Segundo de la Diputación Provincial de Zaragoza.
A partir de 1988, Vicepresidente Primero.
Del 27 de septiembre de 1993 al 07 de julio de 1995 fue Presidente de la Diputación Provincial de Zaragoza.
Elegido Senador en 1996.
En 1999 fue Viceportavoz del PSOE en la Comisión de Economía y Hacienda y miembro de las Comisiones de Comunidades Autónomas y de Obras Públicas y de Medio Ambiente.